# Roques de Font Freda

Les Roques de Fontfreda, respecte del terme d'Abella de la Conca

Les Roques de Font Freda és una formació rocosa del terme municipal d'Abella de la Conca, a la comarca del Pallars Jussà.
És a l'est de la vila d'Abella de la Conca, a la zona central de la Serra de Carrànima, al nord de la Sadella de Ca l'Arte, al sud-oest del Camí de Carrànima prop de l'accés al cim de la serra d'aquest camí.

## Etimologia
Es tracta d'un topònim romànic descriptiu, tot i que es desconeix l'emplaçament de la Font Freda a la qual fa referència.